# Lista de presidentes da Câmara Municipal de Loures
Esta é uma lista de presidentes da Câmara Municipal de Loures, desde a criação do município, em 1886, até à actualidade:

## Monarquia Constitucional(1887-1910)
| N.º | Presidente                                                                                     | Início do Mandato       | Fim do Mandato          | Partido                         | Notas                                   |
| 1º  | Anselmo Braamcamp Freire                                                                       | 2 de janeiro de 1887    | 31 de dezembro de 1889  | Partido Progressista (Portugal) | [ 1 ]                                   |
| 2º  | Agostinho José da Fonseca Dine                                                                 | 2 de janeiro de 1890    | 12 de janeiro de 1891   |                                 | Farmacêutico e Fundador dos B.V. Loures |
| 3º  | José de Sousa Carvalho                                                                         | 13 de janeiro de 1891   | 31 de dezembro de 1892  |                                 |                                         |
| 4º  | Anselmo Braamcamp Freire                                                                       | 2 de janeiro de 1893    | 31 de dezembro de 1895  | Partido Republicano Português   |                                         |
| 5º  | D. Duarte Borges Coutinho de Medeiros de Sousa Dias da Câmara, 2.º Marquês da Praia e Monforte | 7 de janeiro de 1896    | 31 de dezembro de 1898  | Partido Regenerador de Portugal | [ 2 ]                                   |
| 6º  | Agostinho José da Fonseca Dine                                                                 | 2 de janeiro de 1899    | 31 de dezembro de 1901  |                                 | Farmacêutico e Fundador dos B.V. Loures |
| 7º  | D. Duarte Borges Coutinho de Medeiros de Sousa Dias da Câmara, 2.º Marquês da Praia e Monforte | 2 de janeiro de 1902    | 31 de dezembro de 1904  | Partido Regenerador de Portugal |                                         |
| 8º  | Luís Ferreira dos Santos                                                                       | 2 de janeiro de 1905    | 31 de dezembro de 1907  | Partido Republicano Português   | [ 3 ]                                   |
| 9º  | António Pereira de Sá Sotto Mayor                                                              | 2 de janeiro de 1908    | 25 de fevereiro de 1908 |                                 |                                         |
| 10º | António Duarte Custódio                                                                        | 26 de fevereiro de 1908 | 29 de novembro de 1908  |                                 |                                         |
| 11º | António Pereira de Sá Sotto Mayor                                                              | 30 de novembro de 1908  | 4 de outubro de 1910    |                                 |                                         |

## Primeira República Portuguesa(1910-1926)
| N.º | Presidente                     | Início do Mandato       | Fim do Mandato          | Partido                        | Notas                 |
| 12º | Augusto Herculano Moreira Feio | 7 de outubro de 1910    | 23 de novembro de 1910  | Partido Democrático (Portugal) | Farmacêutico.         |
| 13º | Júlio Camilo Alves             | 24 de novembro de 1910  | 31 de dezembro de 1911  |                                | Empresário            |
| 14º | José Pedro Lourenço            | 2 de janeiro de 1912    | 31 de dezembro de 1914  |                                | Farmacêutico.         |
| 15º | António Duarte Sacavém         | 2 de janeiro de 1915    | 2 de janeiro de 1916    |                                | Barbeiro              |
| 16º | José Pedro Lourenço            | 3 de janeiro de 1916    | 12 de janeiro de 1916   |                                | Farmacêutico.         |
| 17º | António Duarte Sacavém         | 13 de janeiro de 1916   | 31 de maio de 1916      |                                | Barbeiro              |
| 18º | António Ricardo Rodrigues      | 1 de junho de 1916      | 31 de dezembro de 1916  |                                | Comerciante           |
| 19º | António Saraiva                | 2 de janeiro de 1917    | 31 de dezembro de 1917  |                                | Farmacêutico.         |
| 20º | João Camilo Alves              | 18 de janeiro de 1918   | 14 de maio de 1918      |                                | Empresário            |
| 21º | António da Silva Patacho       | 11 de setembro de 1918  | 24 de fevereiro de 1919 |                                | Médico                |
| 22º | Abel Teixeira Pinto            | 24 de fevereiro de 1919 | 1 de julho de 1919      |                                | Funcionário Público   |
| 23º | Manuel Marques Raso            | 2 de julho de 1919      | 21 de janeiro de 1920   |                                | Padeiro               |
| 24º | Abel Teixeira Pinto            | 21 de janeiro de 1920   | 19 de maio de 1920      |                                | Funcionário Público   |
| 25º | Frederico da Serra Tarré       | 19 de maio de 1920      | 2 de janeiro de 1921    |                                |                       |
| 26º | José Pedro Lourenço            | 3 de janeiro de 1921    | 31 de dezembro de 1922  |                                | Farmacêutico.         |
| 27º | Francisco dos Santos Paisana   | 2 de janeiro de 1923    | 11 de abril de 1923     |                                | Proprietário agrícola |
| 28º | Francisco Pereira Júnior       | 11 de abril de 1923     | 17 de outubro de 1923   |                                | Industrial            |
| 29º | Alberto José de Oliveira       | 17 de outubro de 1923   | 31 de dezembro de 1924  |                                |                       |
| 30º | Francisco Pereira Júnior       | 2 de janeiro de 1925    | (não tomou posse)       |                                | Industrial            |
| 31º | Alberto José de Oliveira       | 7 de janeiro de 1925    | 7 de julho de 1926      |                                |                       |

## Ditadura Nacional(1926-1933) eEstado Novo(1933-1974)
| N.º | Presidente                                     | Início do Mandato      | Fim do Mandato         | Partido        | Notas |
| 32º | Francisco Marques Beato                        | 12 de julho de 1926    | 6 de outubro de 1931   | União Nacional |       |
| 33º | Emídio Bandeira Mascarenhas                    | 6 de outubro de 1931   | 20 de maio de 1932     | União Nacional |       |
| 34º | Eleutério Augusto de Oliveira                  | 21 de maio de 1932     | 19 de abril de 1933    | União Nacional |       |
| 35º | Dario Cannas                                   | 20 de abril de 1933    | 12 de abril de 1949    | União Nacional |       |
| 36º | António Arsénio Rosa Bastos                    | 13 de abril de 1949    | 9 de agosto de 1954    | União Nacional |       |
| 37º | António Eduardo Oliveira Matta                 | 16 de agosto de 1954   | 13 de agosto de 1962   | União Nacional |       |
| 38º | Joaquim Dias de Sousa Ribeiro                  | 2 de novembro de 1962  | 13 de setembro de 1969 | União Nacional |       |
| 39º | José da Silva Baptista                         | 30 de dezembro de 1969 | 31 de outubro de 1970  | União Nacional |       |
| 40º | Carlos Manuel Seguro Braga de Borges de Castro | 26 de agosto de 1970   | 24 de setembro de 1970 | União Nacional |       |
| 41º | Luís Filipe da Cunha de Noronha Demony         | 9 de novembro de 1970  | 17 de junho de 1974    | União Nacional |       |

## Terceira República(1974-)
| N.º | Presidente                      | Início do Mandato      | Fim do Mandato         | Partido                                  | Notas                                                                          |
| 42º | José Augusto Gouveia            | 24 de Maio de 1974     | 2 de janeiro de 1977   | MDP-CDE                                  | 24/5/1974 Presidente da Câmara 18/6/1974 Presidente da Comissão Administrativa |
| 43º | António Riço Calado             | 3 de janeiro de 1977   | 3 de janeiro de 1980   | Partido Socialista                       |                                                                                |
| 44º | Severiano Pedro Falcão          | 4 de janeiro de 1980   | 6 de julho de 1981     | Aliança Povo Unido (PCP-MDP/CDE-PEV)     |                                                                                |
| 45º | António Augusto Simenta Mordido | 7 de julho de 1981     | 22 de outubro de 1981  | Comissão de Gestão (PS-PSD)              |                                                                                |
| 46º | Severiano Pedro Falcão          | 23 de outubro de 1981  | 21 de novembro de 1990 | Aliança Povo Unido (PCP-MDP/CDE-PEV)     |                                                                                |
| 47º | Demétrio Carlos Alves           | 22 de novembro de 1990 | 17 de junho de 1999    | Coligação Democrática Unitária (PCP-PEV) |                                                                                |
| 48º | Adão Manuel Ramos Barata        | 17 de junho de 1999    | 7 de janeiro de 2002   | Coligação Democrática Unitária (PCP-PEV) |                                                                                |
| 49º | Carlos Alberto Dias Teixeira    | 8 de janeiro de 2002   | 22 de outubro de 2013  | Partido Socialista                       |                                                                                |
| 50º | Bernardino Soares               | 22 de outubro de 2013  | 14 de outubro de 2021  | Coligação Democrática Unitária (PCP-PEV) |                                                                                |
| 51º | Ricardo Leão                    | 14 de outubro de 2021  | presente               | Partido Socialista                       |                                                                                |

1. ↑  «Parlamento» (PDF)
2. ↑  «Eleições 1905»
3. ↑  «"Solicita protecção para dois rapazes que iam responder no 2.º distrito, os quais eram correlegionários republicanos, e criados de Luís Ferreira dos Santos, candidato à Câmara de Loures. Salienta que se tratava de caso de vingança política, pois os agressores eram lacaios de Souto Maior."»
4. ↑  «Copia da provisão» (PDF)
5. ↑  «Loures e Almada proclamam a República»